# 张灿民
张灿民（1963年2月—），中华人民共和国政治人物，籍贯福建省惠安县，中共党员。长期在厦门市任职，曾任福建省发展和改革委员会主任、厦门市人大常委会副主任等职务。

## 生平
曾担任厦门市人民政府副市长，中共厦门市委常委、市委秘书长，市委统战部部长等职，2018年7月，他接替已经当选福建省政协副主席的魏克良，出任福建省发改委主任，直到2021年10月去职。
2021年12月，他退居二线，出任福建省政协经济委员会主任，并于2022年当选为十二届福建省政协常务委员，翌年，他当选为厦门市十六届人大常委会副主任，直到2025年1月去职。